# Coarnele Caprei
Coarnele Caprei (letteralmente Corna di capra) è un comune della Romania di 3 103 abitanti, ubicato nel distretto di Iași, nella regione storica della Moldavia.
Il comune è formato dall'unione di 3 villaggi: Arama, Coarnele Caprei, Petroșica.